# 熊渠
熊渠（？—？），芈姓，熊氏，名渠，是楚国被西周分封后的第六代国君，熊楊之子。
他雄武有力，改善武器、增强兵力，得江汉百姓之心。周夷王时，率军远征，消灭庸国和扬越，疆域遍及长江中游成为南方强大势力。当时，周室衰落，他不愿听从王室号令，私下封儿子们为王。熊渠有三子：長子毋康、次子摯紅、少子執疵。熊渠依諸子分封制立長子「毋康」為句亶王（辖区约今湖北省荆州市附近），次子「摯紅」为鄂王（辖区约今湖北省武汉市附近），少子「执疵」为越章王（辖区约今湖北省、安徽省之间）。「康」早逝，次子「摯紅」繼位，「执疵」殺「摯紅」，自立為楚君，改名熊延。